# Садан, Дов
Дов Садан (ивр. דב סדן‎, 21 февраля 1902, Броды, Австро-Венгрия — 14 октября 1989, Иерусалим, Израиль) — израильский литературовед, писатель, переводчик, журналист и депутат Кнессета. Член Израильской академии наук, лауреат премии Бялика и премии Израиля.

## Биография
Родился в Бродах, получил традиционное еврейское образование. Присоединился к Гехалуцу и был одним из лидеров организации во время первой мировой войны. Был редактором журнала Атид, принадлежавшего Гехалуц.
Совершил алию в подмандатную Палестину в 1925 году, стал работать в газете Давар, став редактором в 1927 году. Также был редактором литературного приложения к газете. После ухода из Давар в 1944 году, стал членом редакции издательства Ам Овед.
В 1952 году был назначен главой факультета изучения идиша в Еврейском университете, где проработал до 1970 года, став профессором в 1963 году. В 1965 году был избран в кнессет шестого созыва от партии Маарах, где был членом комиссии по образованию и культуре. В 1968 году оставил депутатское кресло, его заменил Дэвид Голомб. С 1965 по 1970 год также преподавал литературу на иврите в Тель-Авивском университете.
Умер в 1989 году в возрасте 87 лет в Иерусалиме.

## Награды
- 1968 — премия Израиля.[5]
- 1980 — премия Бялика[6].
- Другие награды, включая премию Бреннера.

С 1962 года — член Израильской академии наук.